# Börse Stockholm

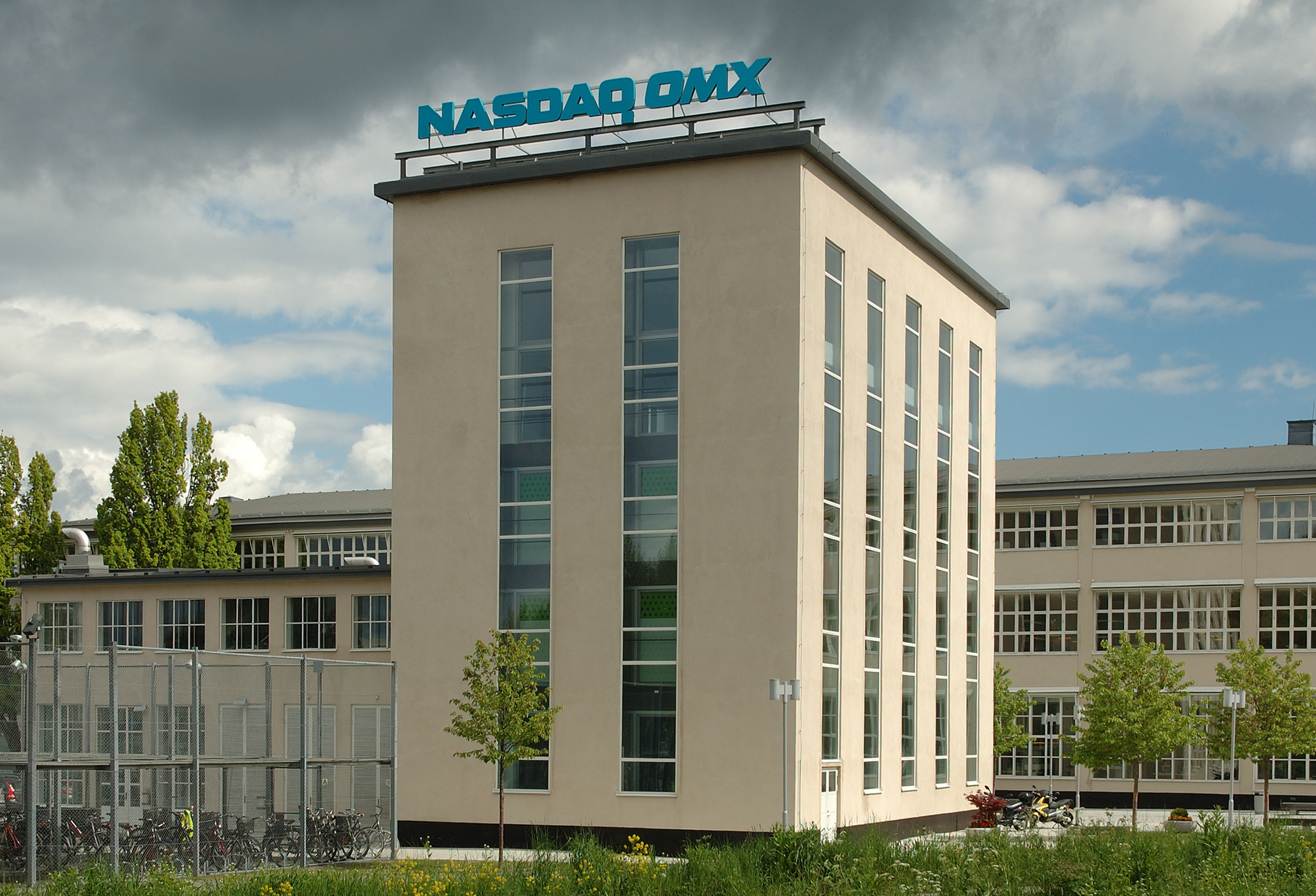
Börse Stockholm im Freihafen

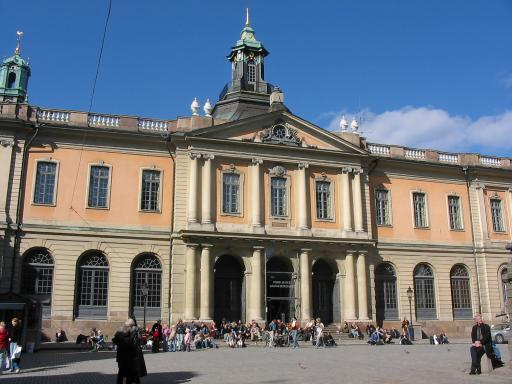
Börsenhaus Stockholm am Stortorget

Die Börse Stockholm (schw.: Stockholmsbörsen) ist die Börse in der schwedischen Hauptstadt Stockholm. Seit 1998 ist sie ein 100-prozentiges Tochterunternehmen der NASDAQ OMX Group, Inc., einer amerikanisch-skandinavischen Gemeinschafts-Wertpapierbörse.

## Geschichte
Die Börse, die 1863 gegründet wurde, befand sich bis 1998 im Börshuset am Platz Stortorget in der Stockholmer Altstadt (Gamla stan). In diesem Gebäudekomplex, der von dem schwedischen Architekten Erik Palmstedt entworfen wurde, befindet sich heute die Schwedische Akademie sowie das Nobelmuseum und die Nobelbibliothek.

## Indizes
Wichtigster Aktienindex der Börse ist der OMX Stockholm 30, er umfasst die 30 meistgehandelten schwedischen Unternehmen.

## Mitgliedschaften
Sie ist Teil der:
- Sustainable Stock Exchanges Initiative